# Mait Mihkel Mathiesen
Mait Mihkel Mathiesen (ur. 28 grudnia 1949 w Malmö, zm. 5 kwietnia 2005) – estoński działacz emigracyjny i polityk, syn Mihkela Mathiesena.
Po powrocie do Estonii w latach dziewięćdziesiątych XX wieku pełnił funkcję ministra gospodarki i szefa resortu spraw zagranicznych w gabinecie Ahti Mända (2003–2005). Zmarł nagle w 2005 w wieku 56 lat.